# Trädmås
Trädmås (Chroicocephalus philadelphia) är en liten mås som häckar i Kanada och Alaska, olikt de flesta måsar ofta i träd, därav namnet. Den är en sällsynt gäst i Europa, med bland annat fyra fynd i Sverige. Arten ökar i antal och dess bestånd anses vara livskraftigt.

## Utseende

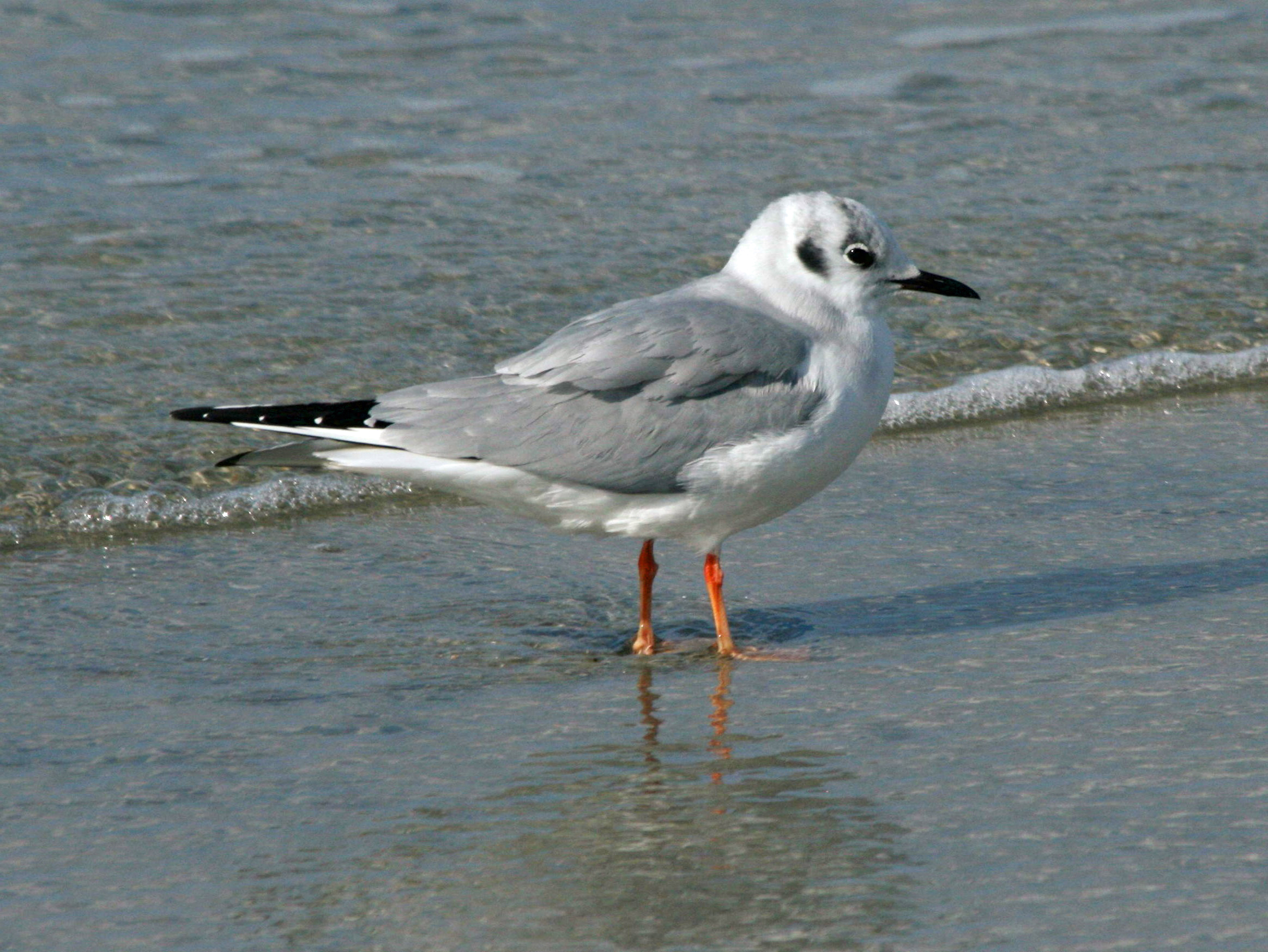
Adult i vinterdräkt

Trädmåsen påminner om en något mindre skrattmås. Den har två åldersklasser. Som adult är den 31–34 centimeter lång med ett vingspann på 79–84 centimeter. Den har en mörk smal näbb och korta orange ben.  
Adult i häckningsdräkt har svart huvud med två tydliga vita mindre fält vid ögat, likt ljusa "ögonlock". Kroppen är till största delen vit med grå ovansida. Undersidan av vingen är ljus och handens bakre kant är svart.  
Vintertid är huvudet vitt med en väl avgränsad mörk fläck bakom ögat och grå ton i nacken som går ned på halssidan. De flyger graciöst, med snabbare vingslag än skrattmåsen. En tydlig karaktär i flykten, som också skiljer den ifrån skrattmåsen, är att den ljusa handen innanför den svarta vingkanten genomlyses av solen. 
Under dess första sommar (2k) påminner den om trädmåsen i vinterdräkt men är genomgående ljusare. Färre än 5 % av trädmåsarna anlägger svart huvud under den första sommaren, och hos dessa är huvudet mattare än hos häckande adulta individer.

## Läte
Trädmåsens vanliga läte är ett lågt, raspigt "gerrrr".

## Utbredning och systematik

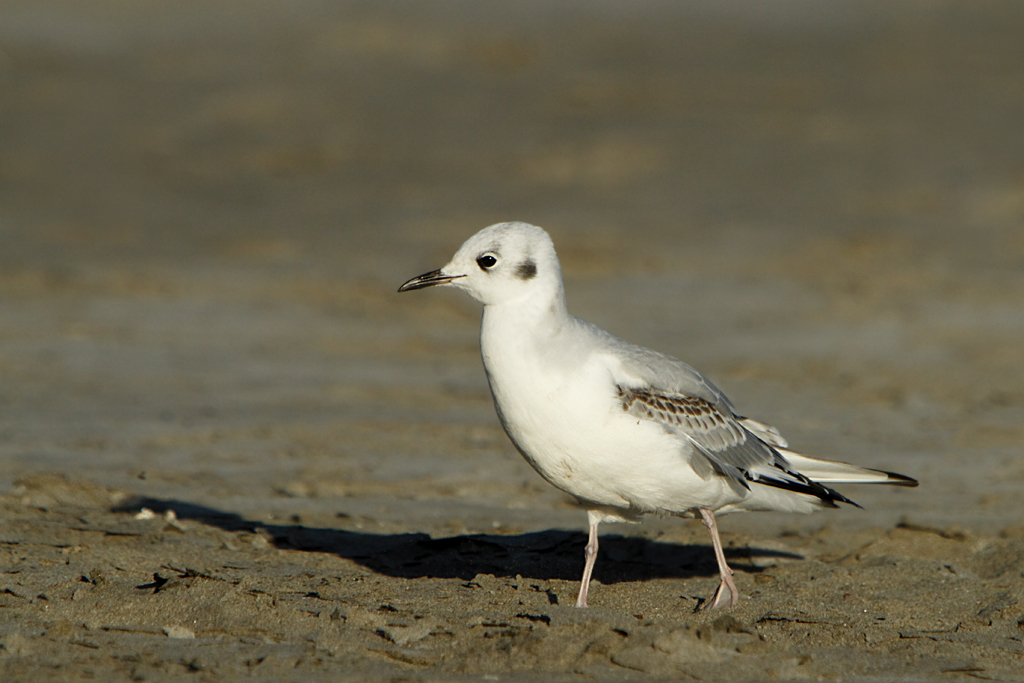
Trädmås, första vintern (1k).

Trädmåsen är en flyttfågel som häckar i inlandet av västra Kanada och Alaska. Vintertid flyttar merparten antingen västerut eller österut till kustområdena, men även till de stora sjöarna. Den är en sällsynt gäst i Västeuropa. I Sverige har den påträffats endast vid fyra tillfällen, första gången på Getterön i Halland 1990 och senast i Djupekås i Blekinge 2007.

### Släktestillhörighet
Trädmåsen beskrevs 1815 som Larus philadelphia av George Ord. Genetiska studier visar dock att arterna i Larus inte är varandras närmaste släktingar. Pons m.fl. (2005) föreslog att Larus bryts upp i ett antal mindre släkten, varvid trädmåsen placerades i Chroicocephalus. Brittiska British Ornithologists’s Union (BOU) följde efter 2007, amerikanska  American Ornithologists' Union (AOU) i juli 2007 och Sveriges ornitologiska förening 2010. Även de världsledande auktoriteterna eBird/Clements och International Ornithological Congress IOU har implementerat rekommendationerna in sin taxonomi, dock ännu ej BirdLife International.

## Ekologi
Trädmåsens häckningsbiotop är belägen nära våtmarker och sjöar i områden med barrskog där den ovanligt för måsfåglar placerar sitt bo i barrträd (därav namnet), men ibland även på marken. Den födosöker i flykten eller plockar byten när den simmar eller vadar. Den lever främst av insekter, kräftdjur och småfisk. Till skillnad från många andra måsar äter den sällan as.

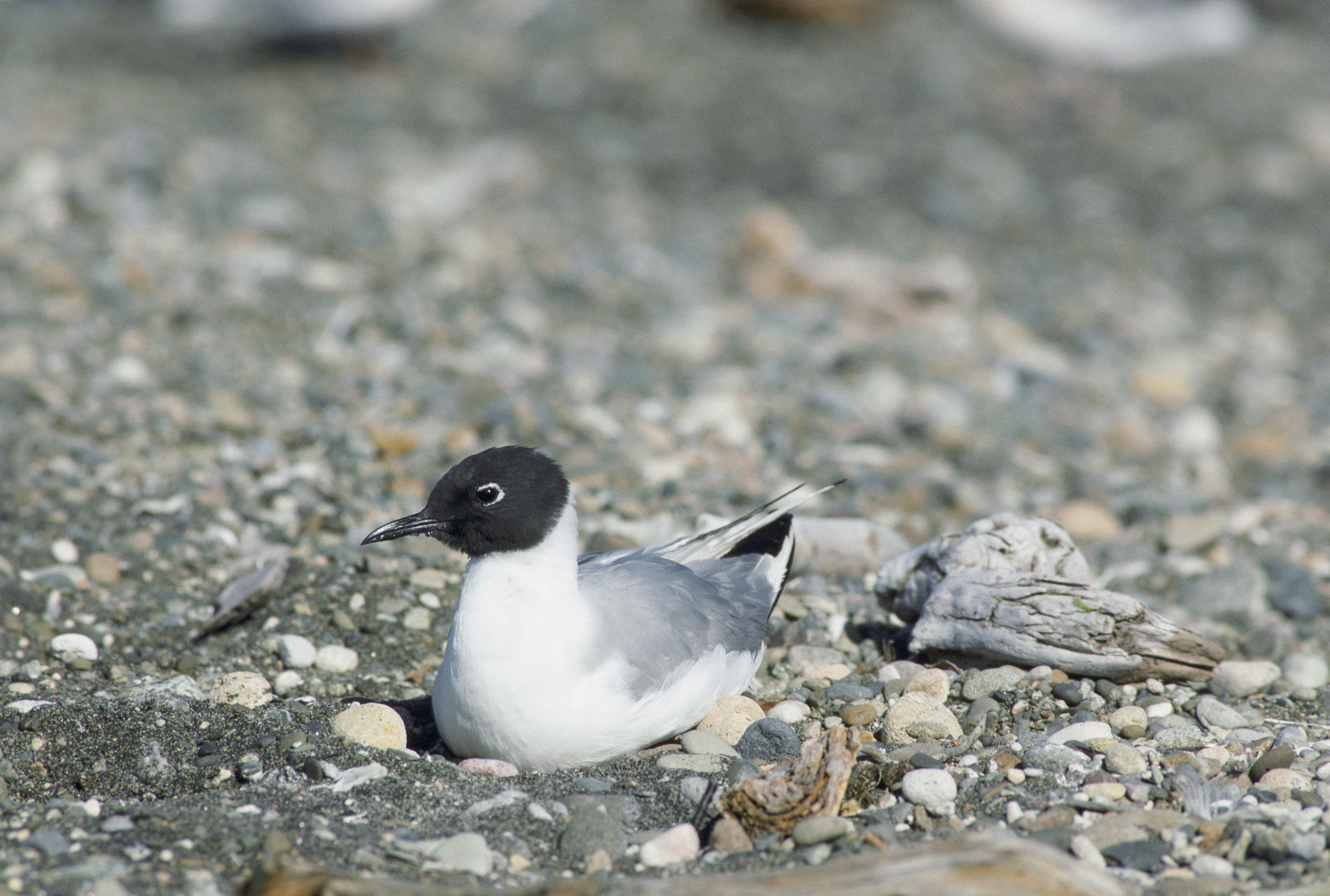
På bo i Alaska.

## Status och hot
Arten har ett stort utbredningsområde och en stor population, och tros öka i antal. Utifrån dessa kriterier kategoriserar IUCN arten som livskraftig (LC).

## Namn
Arten har på svenska också kallats svartnäbbad skrattmås. Dess vetenskapliga artnamn philadelphia syftar på den amerikanska staden Philadelphia i Pennsylvania.